# DFS 228 (航空機)
DFS 228
- 用途：高高度偵察機
- 設計者：フェリックス・クラヒト
- 製造者：ドイツ滑空機研究所（DFS）
- 運用者：ドイツ空軍
- 初飛行：1944年8月
- 生産数：2機
- 退役：1945年6月
- 運用状況：試作のみ

DFS 228は、第二次世界大戦中にドイツ滑空機研究所（DFS）が設計したロケット動力の高高度偵察機である。本機は戦争終結までに2機の無動力の試作機が飛行しただけで終わった。

## 設計と開発
DFS 228の初期設計は戦争勃発前にグライダー用の高高度脱出システムの開発を目指した実験機DFS 54として始まった。この計画は戦争が始まったことで中断されたが、1940年にドイツ航空省（RLM）がDFSに対してロケット動力偵察機の要求仕様を出したことで復活した。
偵察任務にグライダーを使用する利点としては、静粛性、対地速度が低いこと（高精度な写真撮影が可能）、重要地域上空に滞空する潜在能力といったものがあった。この計画はDFSにグライダー設計における主翼後退角の効果と超音速飛行というDFSが関心を持っていた2つの分野への研究の機会を与えることになった。
フェリックス・クラヒトにより設計されたDFS 228は試作初号機が1944年3月に完成し、8月までドルニエ Do 217の背面に背負われて実施された滑空試験が行われた。この機体は従来のグライダー設計に則って細長い主翼と降着装置として機体下面に引き込み可能なスキッドを備えていた。機首部は緊急の場合には分離するようになっており、パイロットのための独立した与圧式脱出カプセルとなっていた。キャビンの与圧機構の不具合のために試作2号機はパイロットが伏臥位で搭乗するようになった。
試作機により約40回の飛行試験が実施され、1945年2月にヴァルター HWK 109-509 ロケットエンジンが搭載されることになっていたが、戦況の悪化によりこの計画は中止された。試作2号機は1945年5月の空襲により破壊され、試作初号機はアメリカ軍により鹵獲されて1946年に調査研究のためにイギリスへ送られて1947年に廃棄処分にされたらしいが、最終的にどうなったかは定かではない。

## 派生型
DFS 54
高高度飛行用に与圧装置、酸素供給装置、暖房装置、断熱材使用のキャビンを備えた実験用グライダー。
DFS 228
DFS 54にヴァルター HWK 109-509 ロケットエンジンを搭載した動力機。

## 要目 (DFS 228 計画値)
出典: 
諸元
- 乗員: 1
- 全長: 10.58 m （34 ft 9 in）
- 全高:
- 翼幅: 17.56 m（57 ft 7 in）
- 翼面積: 30 m2 （320 ft2）
- 空虚重量: 1,650 kg （3,638 lb）
- 運用時重量: 4,200 kg （9,259 lb）
- 動力: HWK 109-509 液体燃料ロケット
  - ドライ推力: 14.71 kN（海面高度）、16.18 kN（運用高度） （3,310 lbf（海面高度）、3,637 lbf（運用高度）） × 1
  - アフターバーナー使用時推力: kN （lbf） × 1

性能
- 最大速度: 900 km/h （486 kn） 559 mph
- 航続距離: 1,050 km 断続動力飛行での最大値 （567 nmi） 652 mi
- 実用上昇限度: 22,860 m （75,000 ft）